# August Alsina

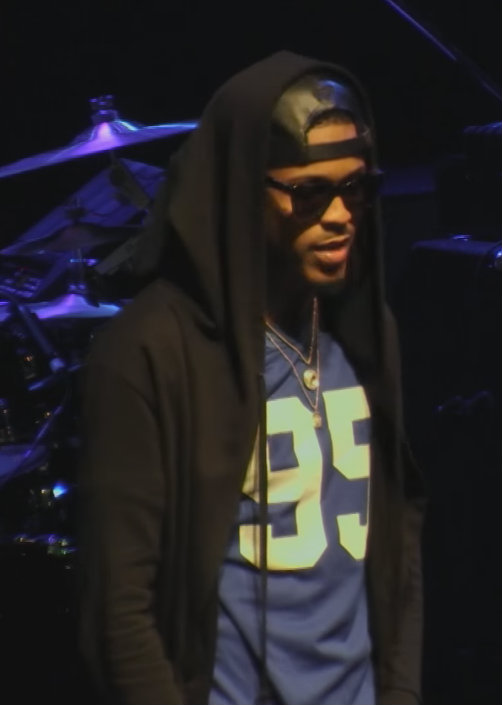
August Alsina (2015)

August Alsina (* 3. September 1992 in New Orleans, Louisiana; eigentlich August Anthony Alsina, Jr.) ist ein US-amerikanischer Hip-Hop-Musiker, Contemporary-R&B-Sänger und Rapper. Er steht bei Def Jam Recordings unter Vertrag. 

## Leben
August Alsina wuchs in ärmlichen Verhältnissen zusammen mit seinen vier Geschwistern in Houston und New Orleans auf. Sein Vater war drogenabhängig und seine Mutter versuchte mit zwei Jobs das Einkommen für die Familie aufzubringen. Er besuchte eine Middle School in New Orleans und eine High School in Texas. Während seiner Jugend war Gangkriminalität in New Orleans allgegenwärtig. Sein Bruder wurde am 16. April 2010 mit 24 Jahren in New Orleans erschossen.
Als Teenager entdeckte er seine Liebe zur Musik und begann zu singen. Musikalische Einflüsse waren unter anderem Lyfe Jennings, Juvenile, 2Pac, Lil Wayne und Soulja Slim. Mit 14 Jahren veröffentlichte er einige Videos auf YouTube und erwarb sich einen gewissen Ruf als Nachwuchsstar. Zwei Jahre später brach das Familiensystem endgültig zusammen. August Alsina wurde obdachlos und musste die Schule abbrechen. Nach dem Tod seines Bruders versuchte er wieder auf die Beine zu kommen. Er lernte seinen heutigen Manager kennen. Zunächst nahm er mehrere Coverversionen auf, unter anderem How to Love von Lil Wayne und Trust Issues von Drake. Zusammen mit DJ Scream veröffentlichte er schließlich das Mixtape The Product gefolgt von The Product II von DJ Drama. Die beiden Mixtapes erregten die Aufmerksamkeit von Def Jam, die den jungen Künstler unter Vertrag nahmen.
Es folgte die Extended Play Downtown: Life Under the Gun. Die Single I Luv This Shit mit Trinidad James wurde sein erster großer Erfolg und erreichte Platz 48 der Billboard Hot 100. Am 15. April 2014 erschien sein Debütalbum Testimony, das Platz 2 der Billboard 200 erreichte. 2014 wurde er in vier Kategorien für die BET Awards nominiert. Er gewann den BET Award in den Kategorien „Best New Artist“ und den „Coca-Cola Viewers' Choice Award“ für I Luv This Shit.

## Diskografie

### Alben
| Jahr | Titel Musiklabel                                            | Höchstplatzierung, Gesamtwochen, AuszeichnungChartsChartplatzierungen (Jahr, Titel, Musiklabel, Platzierungen, Wochen, Auszeichnungen, Anmerkungen) | Anmerkungen                             |
| Jahr | Titel Musiklabel                                            | US | Anmerkungen                             |
| ---- | ----------------------------------------------------------- | --- | --------------------------------------- |
| 2014 | Testimony Def Jam Recordings                                | US2 Platin · (42 Wo.)US | Erstveröffentlichung: 15. April 2014    |
| 2015 | This Thing Called Life Def Jam Recordings                   | US14 (6 Wo.)US | Erstveröffentlichung: 11. Dezember 2015 |
| 2020 | The Product III: State of Emergency Shake the World, Empire | US48 (2 Wo.)US | Erstveröffentlichung: 26. Juni 2020     |

### EPs
| Jahr | Titel                        | Höchstplatzierung, Gesamtwochen, AuszeichnungChartsChartplatzierungen (Jahr, Titel, Platzierungen, Wochen, Auszeichnungen, Anmerkungen) | Anmerkungen                           |
| Jahr | Titel                        | US | Anmerkungen                           |
| ---- | ---------------------------- | --- | ------------------------------------- |
| 2013 | Downtown: Life Under the Gun | US68 (2 Wo.)US | Erstveröffentlichung: 20. August 2013 |

### Mixtapes
- 2011: Untitled (Indy Tapes)
- 2012: The Product (DJ Scream)
- 2012: August Alsina University (Greg Street)
- 2012: Throwback (Wild Wayne)
- 2013: The Product 2 (DJ Drama)

### Singles
| Jahr | Titel Album                                              | Höchstplatzierung, Gesamtwochen, AuszeichnungChartsChartplatzierungen (Jahr, Titel, Album, Platzierungen, Wochen, Auszeichnungen, Anmerkungen) | Anmerkungen                                                 |
| Jahr | Titel Album                                              | US | Anmerkungen                                                 |
| ---- | -------------------------------------------------------- | --- | ----------------------------------------------------------- |
| 2013 | I Luv This Shit Downtown: Life Under the Gun • Testimony | US48 ×2Doppelplatin · (20 Wo.)US | Erstveröffentlichung: 19. Februar 2013 feat. Trinidad James |
| 2014 | No Love Testimony                                        | US69 ×2Doppelplatin · (18 Wo.)US | Erstveröffentlichung: 29. Juli 2014 Remix feat. Nicki Minaj |

Weitere Singles
- 2013: Ghetto (feat. Rich Homie Quan, US: Gold)
- 2013: Numb (feat. B.o.B und Yo Gotti, US: Gold)
- 2014: Make It Home (feat. Young Jeezy, US: Gold)
- 2014: Kissin’ on My Tattoos (US: Gold)
- 2014: Porn Star (US: Gold)
- 2015: Song Cry (US: Gold)

### Gastbeiträge
| Jahr | Titel Album                                    | Höchstplatzierung, Gesamtwochen, AuszeichnungChartplatzierungen (Jahr, Titel, Album, Platzierungen, Wochen, Auszeichnungen, Anmerkungen) | Höchstplatzierung, Gesamtwochen, AuszeichnungChartplatzierungen (Jahr, Titel, Album, Platzierungen, Wochen, Auszeichnungen, Anmerkungen) | Anmerkungen                                                                                               |
| Jahr | Titel Album                                    | UK | US | Anmerkungen                                                                                               |
| ---- | ---------------------------------------------- | --- | --- | --- |
| 2014 | Hold You Down I Changed Alot                   | — | US39 Platin · (20 Wo.)US | Erstveröffentlichung: 11. August 2014 DJ Khaled feat. Chris Brown, Future & Jeremih                       |
| 2014 | I Don’t Get Tired (#IDGT) Luca Brasi 2         | — | US90 ×2Doppelplatin · (1 Wo.)US | Erstveröffentlichung: 19. Mai 2015 Kevin Gates feat. August Alsina                                        |
| 2016 | Bottom of the Bottle Canal Street Confidential | — | US97 (1 Wo.)US | Erstveröffentlichung: 28. August 2015 Curren$y feat. August Alsina & Lil Wayne                            |
| 2016 | Do You Mind Major Key                          | UK— SilberUK | US27 ×4Vierfachplatin · (20 Wo.)US | Erstveröffentlichung: 28. Juli 2016 DJ Khaled feat. Nicki Minaj, Chris Brown, Jeremih, Future & Rick Ross |

Weitere Gastbeiträge
- 2014: Down on Your Luck (Sage the Gemini feat. August Alsina)
- 2014: Rich (Kirko Bangz feat. August Alsina)
- 2014: One More Shot (Stalley feat. Rick Ross & August Alsina)
- 2015: Gold Slugs (DJ Khaled feat. Chris Brown, August Alsina & Fetty Wap, US: Gold)

## Auszeichnungen für Musikverkäufe
| Goldene Schallplatte - Brasilien - 2023: für die Single No Love - Neuseeland - 2024: für das Album Testimony |

Anmerkung: Auszeichnungen in Ländern aus den Charttabellen bzw. Chartboxen sind in ebendiesen zu finden.
| Land/RegionAuszeichnungen für Musikverkäufe (Land/Region, Auszeichnungen, Verkäufe, Quellen) | Silber  | Gold     | Platin       | Verkäufe   | Quellen             |
| -------------------------------------------------------------------------------------------- | ------- | -------- | ------------ | ---------- | ------------------- |
| Brasilien (PMB)                                                                              | —       | Gold1    | —            | 20.000     | pro-musicabr.org.br |
| Neuseeland (RMNZ)                                                                            | —       | Gold1    | —            | 7.500      | radioscope.co.nz    |
| Vereinigte Staaten (RIAA)                                                                    | —       | 7× Gold7 | 12× Platin12 | 15.500.000 | riaa.com            |
| Vereinigtes Königreich (BPI)                                                                 | Silber1 | —        | —            | 200.000    | bpi.co.uk           |
| Insgesamt                                                                                    | Silber1 | 9× Gold9 | 12× Platin12 |            |                     |